# Patacsi Dénes
Vitéz Patacsi Dénes, 1944-től Patacsy (Szentdienes, Baranya vármegye, 1877. április 29. – ?, 1957. július 2.) magyar gazdálkodó, politikus, országgyűlési képviselő, honvédelmi államtitkár.

## Élete
1877-ben született a Baranya megyei Szentdienesen, római katolikus vallású, kisgazda családban, apja Patacsi Dénes, anyja Halas Mária. Elemi iskoláit szülőfalujában végezte majd gazdálkodni kezdett. Az első világháborúban több mint három évet töltött szerb, olasz és román hadszíntereken, s jó néhány katonai kitüntetést is elnyert. A harctéren, illetve ott szerzett élményeit feldolgozva számos verset is írt, melyeket később – 1921-ben – Hithűség—Honszerelem címmel kötetben is kiadott; néhány hazafias versét meg is zenésítették.
Az őszirózsás forradalom idején egy ideig Székelyudvarhelyen gondoskodott a rend fenntartásáról, majd hazatérve nekilátott a baranyai kisgazdák megszervezésének; hamar a kisgazdapárt megyei elnöke lett. 1919 őszén háromszor is átszökött a szerb megszállás alatt álló Baranya megye határán, egyik alkalommal Budapesten memorandumot nyújtott át Sir George Clerk antant főmegbízottnak a megszállás alatt élő magyarság sérelmeiről.
Huszár Károly 1919. november 24-én felállt kormányában Sokorópátkai Szabó István miniszter mellett a kisgazda érdekek védelmére szervezett minisztérium államtitkára lett. Tagja lett a következő, Simonyi-Semadam-kormánynak is, melyben a Soós Károly vezette honvédelmi tárca államtitkárává nevezték ki; ebben az állásában megmaradt az első Teleki-kormányban, még annak 1920. december 16-i, jelentős átszervezése után is.
1920-tól mintegy negyed századon át képviselő tagja volt az országgyűlésnek, ahova közel húsz éven át, öt választási ciklusban a szentlőrinci választókerülettől kapott mandátumot, 1939-ben pedig a kormányzó Magyar Élet Pártja Baranya megyei listájáról lett újból képviselő. Tagja volt annak a parlamenti küldöttségnek – máshol említve bizottságnak –, amelynek az volt a feladata, hogy az 1920. március 1-jén megválasztott kormányzót, Horthy Miklóst elhívja a nemzetgyűlésbe törvényes eskütételre. A Parlamentben elsősorban adóügyi, közmunkaügyi kérdésekben, illetve általában a falu népének érdekeit szolgáló ügykörökben szólalt fel, az 1931–1935 közti ciklusban a képviselőház jegyzője is volt.
Vármegyéje életében és a gazdatársadalom mozgalmaiban is tevékenyen részt vett. Tagja volt a megye törvényhatósági bizottságának és kisgyűlésének és egy sor megyei egyesületben viselt vezető tisztséget. Díszelnöke volt a Frontharcos Szövetség szigetvári csoportjának, dísztagja a Szentlőrinci Katolikus Gazda Körnek, az Iparos Körnek és a Katolikus Körnek; a Szentdienesi Katolikus Olvasó-Egyesületnek pedig, amit ő alapított, sok éven át alelnöke volt. Igazgatósági tagságot vállalt a Baranyamegyei Gazdasági Egyesületben és az Országos Gazdasági Munkáspénztárban is. Vidéki lapokban gyakran jelentek meg cikkei, politikai vagy gazdasági témákban. Szülőfalujában díszpolgárrá is megválasztották.
A Budapesti Népügyészségnek a Budapest Főváros Levéltárában HU BFL-XXV.2.b-80054-1949 törzsszám alatt őrzött irata tanúsága szerint 1949-ben, feljelentés alapján büntetőügy érintettje, vádlottja vagy terheltje volt.
Első felesége Orbán Rozália volt, másodjára Mayor Borbálával kötött házasságot 1910. április 2-án Szentdienesen. Patacsi családi nevét 1944-ben Patacsyra változtatta.